# Zornia zollingeri
Zornia zollingeri är en ärtväxtart som beskrevs av Robert H Mohlenbrock. Zornia zollingeri ingår i släktet Zornia och familjen ärtväxter. Inga underarter finns listade i Catalogue of Life.